# Galeasz
A galeasz a 15–17. században a Földközi-tengeren használt hadihajó. A gályánál hosszabb és szélesebb, ezért is hordozhatott egy árbóccal többet; három árbócán hosszú, ferde vitorlarudakon latin vitorlák voltak. Több oldalanként 30–50 evezővel látták el. Az evezősök a fedélzet alatt kaptak helyet, hogy ne akadályozzák a tengerészeket a vitorlák kezelésében, valamint a pattantyúsokat az ágyúk megtöltésében. A hajót mintegy 60–70 ágyúval szerelték fel. Az ágyúkat a hajóorrban, a tatfelépítményben, de főként a hajó oldalain helyezték el.

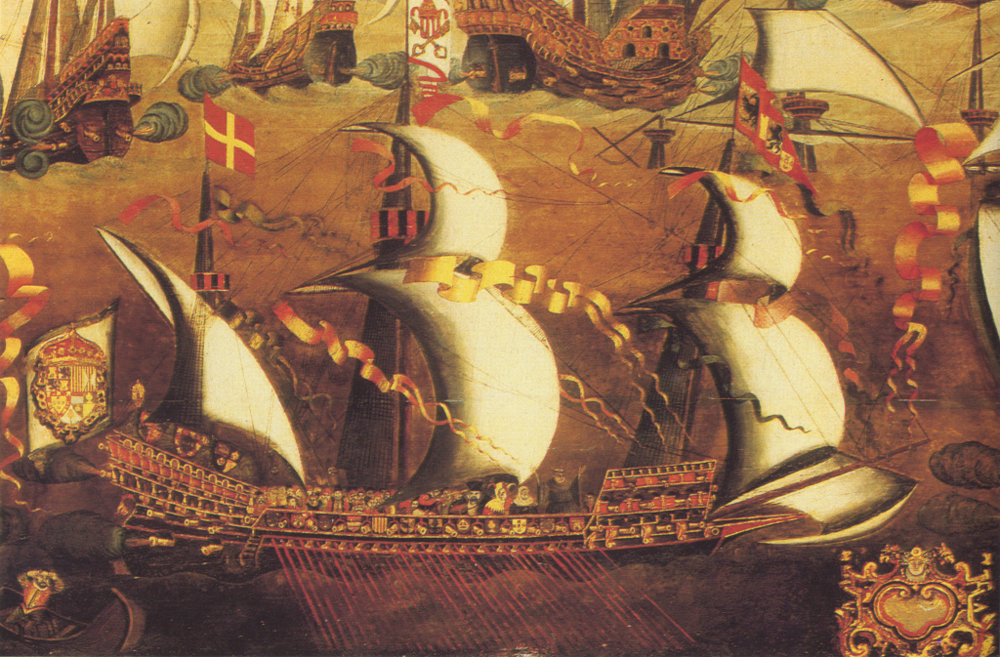
A spanyol Armada galeasza

Voltak olyan galeaszok, amelyeknek az oldalát különleges rombolószerkezettel is ellátták, hogy szétzúzhassák velük az ellenséges hajó evezősorait. Ezért a galeasz magasabb hajóoldallal készült mint a gálya, de nyílt óceáni hajózásra még ez sem volt alkalmas. Bár vitorlás volt, a harcokban csak evezőkkel hajtották. Egy-egy evezőnél általában négy–hét ember ült, tehát mindkét oldalt számítva körülbelül 12 ember, s középen szabad utat kellett hagyni a felügyelő számára. A hajót ezért szélesre építették. A nagyobb szélesség a hajó hosszúságának növelését is lehetővé tette, a törzs hossza elérte a 80 métert. A galeasz vízkiszorítása 1000 t körül mozgott. A nagy mennyiségű fegyveren kívül 400 evezős és 300 tengerész és katona befogadására is alkalmas volt. Tulajdonképpen egy óriása gálya volt, amelynek a tüzérségi ereje messze felülmúlta a közönséges gálya rombolóerejét.
Az első galeaszok először 1431-ben a Genovai Köztársaságban jelentek meg. A gályától elérően csak a Földközi-tenger térségében használták, északon nem terjedt el. Átmenetet képezett az evezőshajók és a vitorlások között, így az evezősök több mint 2000 évig uralták a Földközi-tengert.

## Link
- Dr. Balogh Tamás: A galeassz, vagyis a gálya és az oldalütegsoros vitorlás „kényszerházassága” Archiválva 2019. április 12-i dátummal a Wayback Machine-ben in: TIT – Hajózástörténeti, -Modellező és Hagyományőrző Egyesület, 2013/1